# Fédération suisse des psychologues
Pour les articles homonymes, voir FSP.
 (octobre 2022).
Si vous disposez d'ouvrages ou d'articles de référence ou si vous connaissez des sites web de qualité traitant du thème abordé ici, merci de compléter l'article en donnant les références utiles à sa vérifiabilité et en les liant à la section « Notes et références ».
La Fédération suisse des psychologues (FSP) est, depuis sa fondation en 1987, la principale association professionnelle de psychologues en Suisse. Elle réunit des psychologues de tous les domaines de spécialisation, de la psychothérapie à la psychologie du travail et des organisations.
La FSP est membre fondateur de la Fédération européenne des associations de psychologues (EFPA).

## Membres
Les membres de la FSP ont achevé avec succès leurs études de psychologie au niveau du master dans une université ou une haute école spécialisée suisse (ou sont titulaires d’un diplôme équivalent délivré par une université étrangère). Ils s’engagent à suivre régulièrement une formation continue et à respecter les principes éthiques du code de déontologie de la FSP. Les membres sont autorisés à porter le titre de psychologue FSP.